# ماري أوتيس ستيفنز
ماري أوتيس ستيفنز (بالإنجليزية: Mary Otis Stevens) هي مهندسة معمارية أمريكية، ولدت في 1928 في نيويورك في الولايات المتحدة.